# Ato Institucional n.º 14
O Ato Institucional Número Quatorze (AI-14) foi baixado pela junta militar e demais ministros de Estado Augusto Hamann Rademaker, Aurélio de Lyra Tavares e Márcio de Souza e Mello, Luís Antônio da Gama e Silva, José de Magalhães Pinto, Antônio Delfim Netto, Mário David Andreazza, Ivo Arzua Pereira, Tarso Dutra, Jarbas G. Passarinho, Leonel Miranda, Edmundo de Macedo Soares, Antônio Dias Leite Júnior, Hélio Beltrão, José Costa Cavalcanti, Carlos F. de S Marinha, em 5 de setembro de 1969.
Este ato institucional estabelecia a modificação do artigo 150 da constituição, com a aplicação da pena de morte e da prisão perpétua nos casos de guerra externa, psicológica adversa, revolucionária ou subversiva, além do confisco de bens em casos de enriquecimento ilícito.